# Disciphus subelongatus
Disciphus subelongatus är en tvåvingeart som beskrevs av Kanmiya 1983. Disciphus subelongatus ingår i släktet Disciphus och familjen fritflugor. Inga underarter finns listade i Catalogue of Life.